# Mazatenango
Mazatenango is een stad en gemeente in Guatemala en is de hoofdplaats van het departement Suchitepéquez.
De gemeente telt 110.000 inwoners.